# Nero, poetul sângeros
Nero, poetul sângeros (în maghiară Nero, a véres költő) este un roman din 1921 al scriitorului maghiar Dezső Kosztolányi.

## Cuprins

### Capitolul I. Zăduf
În acest capitol scurt putem să aruncăm o privire la Roma antică din timpul lui Claudius. O vară fierbinte pe străzile Romei, unde „doar împăratul și cerșetorii se simt bine”. Un chioșcar stă degeaba de dimineață, pentru că nu poate să-și vândă cireașa. Un soldat cumpără apă amestecată cu miere. Un băiat și o fată se întâlnesc pe Forum Cupidinis, dar se duc la străzi mai liniștite. În Tibru abia se mai găsește apă, iar vântul nu bate deloc.